# The Punishment of Luxury
The Punishment of Luxury è il tredicesimo album in studio del gruppo musicale inglese Orchestral Manoeuvres in the Dark, pubblicato nel 2017. Anticipato dall'omonimo singolo The Punishment of Luxury, sono stati pubblicati successivamente anche i brani Isotype e What Have We Done come singoli.
I vari remix e 'lato B' dei singoli sono stati raccolti nell'album The Punishment of Luxury: B Sides and Bonus Material, pubblicato a dicembre 2017.

## Tracce
1. The Punishment of Luxury
2. Isotype
3. Robot Man
4. What Have We Done
5. Precision & Decay
6. As We Open, So We Close
7. Art Eats Art
8. Kiss Kiss Kiss Bang Bang Bang
9. One More Time
10. La Mitrailleuse
11. Ghost Star
12. The View from Here

## Formazione
- Andy McCluskey - voce, tastiera, basso
- Paul Humphreys - tastiera, voce
- Martin Cooper - tastiera
- Stuart Kershaw - batteria